# Armor for Sleep
Gli Armor for Sleep sono un gruppo musicale rock statunitense formatosi nel 2001 in New Jersey. Scioltisi nel 2009, si sono riuniti nel 2020 e hanno pubblicato nuova musica nel 2022.

## Formazione
- Ben Jorgensen – voce, chitarra
- PJ DeCicco – chitarra
- Anthony Dilonno – basso
- Nash Breen – batteria

## Discografia

### Album in studio
- 2003 – Dream to Make Believe
- 2005 – What to Do When You Are Dead
- 2007 – Smile for Them

### EP
- 2008 – The Way Out Is Broken

### Singoli
- 2003 – Dream to Make Believe
- 2004 – My Town
- 2005 – Car Underwater
- 2005 – The Truth About Heaven
- 2006 – Remember to Feel Real
- 2008 – Hold the Door
- 2022 – How Far Apart
- 2022 – Whatever, Who Cares